# Ragnar Nystedt
Carl Ragnar Nystedt, född 15 juli 1898 i Stockholm, död 28 augusti 1979 i Hudiksvall, var en svensk målare, tecknare och skulptör.
Han var son till stadsveterinären Sven Nystedt och Anna Elin Lindqvist och syster till textilkonsnärinnan Birgitta Törnqvist. Från 1929 gift med Eva Vilhelmina Nyström. Nystedt studerade vid Kungliga konsthögskolan i Stockholm 1923–1929 och under ett antal studieresor till bland annat Italien och Frankrike. Tillsammans med Wilhelm Törnqvist ställde han ut med figurer och porträttskulpturer på Konstnärshuset i Stockholm 1933. Han medverkade i ett flertal av Sveriges allmänna konstförenings utställningar i Stockholm. Hans konst består av skulpturer, oljemålningar och teckningar. Nystedt är gravsatt i minneslunden på Norra begravningsplatsen utanför Stockholm.